# Tes (Zavkhan)
Le sum de Tes (mongol : ᠲᠡᠰ
ᠰᠤᠮᠤ, cyrillique : Тэс сум, MNS : Tes sum) est situé dans l'aïmag (ligue) de Zavkhan, en Mongolie. Sa population était de 3 230 habitants en 2005.